# Котор
Котор је град и сједиште истоимене општине у Црној Гори на обали Бококоторског залива. Према попису из 2023. било је 562 становника.

## Географија
Стара медитеранска которска лука, окружена градским зидинама, је врло добро сачувана и под заштитом је УНЕСКО-а, као светска културна баштина. Између 1420—1797. Котор је са околином припадао Венецији па је венецијански утицај оставио траг на градској архитектури. Которски залив (Бока которска) један је од најдубљих и најдужих залива на Јадранском мору па се често назива најјужнијим фјордом Европе. Литице Орјена и Ловћена наткриљују град.

## Историја
Тачно време настанка Котора није познато. Током периода римске власти, постојао је град који се звао Acruvium и био део римске провинције Далмације. Ascrivium или Ascruvium први пут се помиње 168. п. н. е. Међутим дан данас се још не може утврдити да ли се налазио на мјесту данашњег Котора, јер археолози смјештају тај град на више потенцијалних локација између Котора и Будве. Најстарији археолошки налази у самом Котору за сада датирају да је ту био насељен простор у 5. веку нове ере, и пронађени су испод цркве Марије Колеђате.
Котор је био утврђен још од раног средњег века, када је цар Јустинијан I сазидао тврђаву око 535. године, после протеривања Гота, а други град је вероватно сазидао Константин Порфирогенит у 10. веку на висијама изнад града.
У међувремену, град је био под врховном византијском влашћу. Которски епископ Јован учествовао је у раду Седмог васељенског сабора (787). Град су 840. године похарали Сарацени. Када је током 9. века органитована византијска тема Далмација, Котор се нашао у њеном саставу.
Године 1002. запосео га је самопроглашени бугарски цар Самуило. У време цара Василија II опет припада Византији.

#### Котор у Зети и Српској земљи
Након стварања Кнежевине Зете (1042—1078) под Војислављевићима, Котор је делимично аутономан град, а романско градско становништво бива постепено асимиловано од досељеника из оближњих словенских жупа. Котор је делимично аутономан град и у Краљевини Зети, од 1078. године до првих деценија XII века. Због покушаја укидања аутономије, Котор прилази Византији, а Зета 1143. губи статус краљевине и постаје вазална кнежевина Византије.
Освајањем Котора од стране Стефана Немање, 1187. године, постаје остаје дјелимично аутономан град и главна лука Српског краљевства (1217-1346) потом Српског царства, до његове пропасти (1371). У то време град је већ био бискупско седиште, подређено надбискупу у Барију, а у 13. веку су установљени доминикански и фрањевачки манастири да спрече ширење богумилства. 
Према извештају Томе Архиђакона, војска монголског војсковође Кадана је 1242. године, прошавши поред Дубровника, стигла до Котора, запалилa га и наставила даље.
У 14. веку трговина града Cattaro, како је тада зван у латинским изворима (у српским се назива “Котор, град краљев”), конкурисала је дубровачкој и изазивала завист Венеције. Треба споменути да је град Котор имао статут из 1301. године, којим се доказује да је увијек имао статус града. За време српске власти, Котор је уживао велику аутономију и повластице, а римокатоличка Которска бискупија шири своју надлежност на католичке жупе у унутрашњости српских земаља.

#### Под Угарском, Венецијом и Босном
Слабљење српске државе после Косовске битке 1389. оставило је град без заштите, и пошто је наизменице падао у руке Млечана, Мађара и Босанаца. Котор је под Краљевином Угарском, од 1371 — 1378. године, па годину дана под Венецијом. Поново је у рукама је угарског краља, од 1379. до 1385. Након Угарске, Краљевина Босна (Твртко I) држи Котор шест година, од 1385. до 1391. године. Босански краљ у њему кује и свој новац.

#### Котор, независан град - република (1391—1420)
Готово тридесет година (1391—1420) Котор је постојао као независан град- република, све док није, на сопствену иницијативу, услед опасности од експанзије Османског царства, затражио помоћ Млетачке републике.

#### Под млетачком, француском и аустријском влашћу
Под влашћу Млетачке републике, Котор се налазио од 1420. до 1797. године. Добро утврђени град су опсађивали и Турци 1538. и 1657, посећивала га куга 1572. године, а готово је уништен у земљотресима 1563. и 1667. године. По Споразуму из Кампоформија из 1797. године прешао је у руке Аустрије. Наполеонови Французи су га окупирали 1805-1806, као и од 1807-1813. године, кујући у њему и свој новац.
Године 1813. град Котор је ослобођен од стране Црногораца и Бокеља (уз помоћ енглеске флоте) али је на захтјев великих сила (после Бечког конгреса) морао бити уступљен Аустрији, која ће њим владати од 1814. до 1918. године.
Покушај присилног регрутовања становништва, напуштен 1869, али успешан 1881, изазвао је две краткотрајне побуне међу Кривошијама на западној страни планине Орјена, за које време је Котор био седиште аустријског штаба, када су Кривошијани поразили Аустроугарску експедицијску војску.
У Котору су у 19. веку радили Српска читаоница, Српска народна гарда и Српско пјевачко друштво „Јединство”.
Српска Православна црква је имала пароха и капелана - катихету у школи. Године 1857. парох је био поп Константин Јовановић, а црквеним омладинским хором управљао је Спиридон Јовановић. Године 1870. котор је постао средиште новоустабовљене православне Бококоторске епархије, чији је прв епископ био знаменити Герасим Петрановић. На Бадњи дан увече 1897. године, избио је пожар у којем је сва изгорела православна саборна црква у Котору.
Которској школи је те (као и раније, редовно) године прилог од 50 ф. за Школски фонд послао Которанин Александар Мариновић, који је живео у Трсту. Када је умро 1857. године угледни мештанин Стеван Сеферовић, тестаментом је оставио око 3000 ф. Фонду скоро отворене српске школе. Которани који су живели у Цариграду помогли су 1858. године основну школу у свом родном месту. Спиро Шортан је дао 200 ф. а Никола Његушић 40 ф.
У Првом светском рату Котор је био поприште жестоких борби између Црне Горе и Аустроугарске.
Јадранске трупе су 6. новембра 1918. укорачиле на тло Аустроугарске ушавши у Котор.

#### Југословенски период
После 1918. Котор је постао део Покрајине Далмације у оквиру Краљевине Југославије. Француске војне власти су у фебруару 1921. предале бродове и утврђења. Од 1922. и нове административне поделе Краљевине СХС, Котор постаје део Зетске области која од 1929 прераста у Зетску бановину која егзистира до 1941. Модерни пут Котор - Бар је направљен 1937.
Котор потпада под италијанску окупацију од 1941. до 1943. године. Од 1943. до 1944. године је под њемачком окупацијом. Иако је НДХ хтјела да цијелу Боку Которску стави под њену власт послије капитулације Италије, Њемачка је одбила тај захтјев.
Након рата, Котор постаје део тадашње Народне Републике Црне Горе у оквиру нове Југославије.
Дана 15. априла 1979. године, Котор је доживио разоран земљотрес, као и многи градови Црне Горе и цијеле Јадранске обале су претрпели знатна оштећења. Реконструкција је трајала 10 година, па и више за одређена важна здања: Катедрала Светог Трипуна, Црква светог Луке, Кнежева палата итд.

## Хотели
- Асторија
- Марија
- Вардар
- Форца Маре
- Катаро
- Бокељски двори
- Вила Панонија
- Амфора
- Хипокампус
- Хума

## Манифестације
- СиРок фестивал
- Свечаности поводом дана Светог Трипуна
- Међународни фестивал КоторАрт
- Которски фестивал позоришта за дјецу
- Которски карневал
- Дани Камелије
- Которске Љетње Фест
- Фестивал дјетета
- Интернационални фестивал моде
- Бокељска ноћ
- Међународни љетни карневал

## Демографија
У Котору живи 1.035 пунолетних становника, а просечна старост становништва износи 36,9 година (34,9 код мушкараца и 38,7 код жена). У насељу има 444 домаћинстава, а просечан број чланова по домаћинству је 2,98.
Становништво у овом насељу веома је хетерогено.
|  |

| Демографија | Демографија | Демографија |
| Година      | Становника  | Становника  |
| ----------- | ----------- | ----------- |
|             |             |             |
|             |             |             |
|             |             |             |
|             |             |             |
| 1948.       | 871         |             |
| 1953.       | 950         |             |
| 1961.       | 1.187       |             |
| 1971.       | 1.433       |             |
| 1981.       | 1.332       |             |
| 1991.       | 1.401       | 1.386       |
| 2003.       | 1.363       | 1.331       |
| 2011.       |             | 961         |
|             |             |             |

| Етнички састав према попису из 2003.‍ | Етнички састав према попису из 2003.‍ | Етнички састав према попису из 2003.‍ | Етнички састав према попису из 2003.‍ | Етнички састав према попису из 2003.‍ |
| ------------------------------------ | ------------------------------------ | ------------------------------------ | ------------------------------------ | ------------------------------------ |
|                                      |                                      |                                      |                                      |                                      |
| Црногорци                            | Црногорци                            |                                      | 630                                  | 47,33%                               |
| Срби                                 | Срби                                 |                                      | 309                                  | 23,21%                               |
| Хрвати                               | Хрвати                               |                                      | 116                                  | 8,71%                                |
| Југословени                          | Југословени                          |                                      | 15                                   | 1,12%                                |
| Албанци                              | Албанци                              |                                      | 12                                   | 0,90%                                |
| Муслимани                            | Муслимани                            |                                      | 11                                   | 0,82%                                |
| Италијани                            | Италијани                            |                                      | 4                                    | 0,30%                                |
| Мађари                               | Мађари                               |                                      | 3                                    | 0,22%                                |
| Бошњаци                              | Бошњаци                              |                                      | 3                                    | 0,22%                                |
| Словенци                             | Словенци                             |                                      | 1                                    | 0,07%                                |
| Македонци                            | Македонци                            |                                      | 1                                    | 0,07%                                |
| непознато                            | непознато                            |                                      | 10                                   | 0,75%                                |

| \| \| м \| \| \| ж \| \| ? \| 1 \| \| \| 3 \| \| 80+ \| 11 \| \| \| 23 \| \| 75—79 \| 10 \| \| \| 17 \| \| 70—74 \| 13 \| \| \| 16 \| \| 65—69 \| 18 \| \| \| 32 \| \| 60—64 \| 22 \| \| \| 31 \| \| 55—59 \| 27 \| \| \| 37 \| \| 50—54 \| 64 \| \| \| 57 \| \| 45—49 \| 43 \| \| \| 79 \| \| 40—44 \| 60 \| \| \| 61 \| \| 35—39 \| 28 \| \| \| 38 \| \| 30—34 \| 38 \| \| \| 47 \| \| 25—29 \| 47 \| \| \| 37 \| \| 20—24 \| 66 \| \| \| 47 \| \| 15—19 \| 65 \| \| \| 63 \| \| 10—14 \| 43 \| \| \| 53 \| \| 5—9 \| 46 \| \| \| 39 \| \| 0—4 \| 27 \| \| \| 22 \| \| Просек : \| 47 \| \| \| 4 \| |    |  |  |    |
| |    |  |  |    |
| | м  |  |  | ж  |
| ? | 1  |  |  | 3  |
| 80+ | 11 |  |  | 23 |
| 75—79 | 10 |  |  | 17 |
| 70—74 | 13 |  |  | 16 |
| 65—69 | 18 |  |  | 32 |
| 60—64 | 22 |  |  | 31 |
| 55—59 | 27 |  |  | 37 |
| 50—54 | 64 |  |  | 57 |
| 45—49 | 43 |  |  | 79 |
| 40—44 | 60 |  |  | 61 |
| 35—39 | 28 |  |  | 38 |
| 30—34 | 38 |  |  | 47 |
| 25—29 | 47 |  |  | 37 |
| 20—24 | 66 |  |  | 47 |
| 15—19 | 65 |  |  | 63 |
| 10—14 | 43 |  |  | 53 |
| 5—9 | 46 |  |  | 39 |
| 0—4 | 27 |  |  | 22 |
| Просек : | 47 |  |  | 4  |

| Број домаћинстава према пописима из периода 1948—2003. | Број домаћинстава према пописима из периода 1948—2003. | Број домаћинстава према пописима из периода 1948—2003. | Број домаћинстава према пописима из периода 1948—2003. | Број домаћинстава према пописима из периода 1948—2003. | Број домаћинстава према пописима из периода 1948—2003. | Број домаћинстава према пописима из периода 1948—2003. | Број домаћинстава према пописима из периода 1948—2003. |
| Година пописа                                          | 1948.                                                  | 1953.                                                  | 1961.                                                  | 1971.                                                  | 1981.                                                  | 1991.                                                  | 2003.                                                  |
| ------------------------------------------------------ | ------------------------------------------------------ | ------------------------------------------------------ | ------------------------------------------------------ | ------------------------------------------------------ | ------------------------------------------------------ | ------------------------------------------------------ | ------------------------------------------------------ |
| Број домаћинстава                                      | 307                                                    | 322                                                    | 398                                                    | 460                                                    | 422                                                    | 443                                                    | 450                                                    |

| Број домаћинстава по броју чланова према попису из 2003. | Број домаћинстава по броју чланова према попису из 2003. | Број домаћинстава по броју чланова према попису из 2003. | Број домаћинстава по броју чланова према попису из 2003. | Број домаћинстава по броју чланова према попису из 2003. | Број домаћинстава по броју чланова према попису из 2003. | Број домаћинстава по броју чланова према попису из 2003. | Број домаћинстава по броју чланова према попису из 2003. | Број домаћинстава по броју чланова према попису из 2003. | Број домаћинстава по броју чланова према попису из 2003. | Број домаћинстава по броју чланова према попису из 2003. | Број домаћинстава по броју чланова према попису из 2003. |
| Број чланова                                             | 1                                                        | 2                                                        | 3                                                        | 4                                                        | 5                                                        | 6                                                        | 7                                                        | 8                                                        | 9                                                        | 10 и више                                                | Просек                                                   |
| -------------------------------------------------------- | -------------------------------------------------------- | -------------------------------------------------------- | -------------------------------------------------------- | -------------------------------------------------------- | -------------------------------------------------------- | -------------------------------------------------------- | -------------------------------------------------------- | -------------------------------------------------------- | -------------------------------------------------------- | -------------------------------------------------------- | -------------------------------------------------------- |
| Број домаћинстава                                        | 444                                                      | 102                                                      | 101                                                      | 64                                                       | 102                                                      | 49                                                       | 17                                                       | 4                                                        | 2                                                        | 2                                                        | 1                                                        |

| Пол    | Укупно | Неожењен/Неудата | Ожењен/Удата | Удовац/Удовица | Разведен/Разведена | Непознато |
| ------ | ------ | ---------------- | ------------ | -------------- | ------------------ | --------- |
| Мушки  | 513    | 221              | 263          | 13             | 14                 | 2         |
| Женски | 588    | 180              | 273          | 79             | 53                 | 3         |
| УКУПНО | 1.101  | 401              | 536          | 92             | 67                 | 5         |

| Пол    | Укупно                    | Пољопривреда, лов и шумарство | Рибарство                            | Вађење руде и камена | Прерађивачка индустрија       |
| ------ | ------------------------- | ----------------------------- | ------------------------------------ | -------------------- | ----------------------------- |
| Мушки  | 183                       | 0                             | 1                                    | 0                    | 14                            |
| Женски | 195                       | 0                             | 0                                    | 0                    | 10                            |
| Укупно | 378                       | 0                             | 1                                    | 0                    | 24                            |
|        |                           |                               |                                      |                      |                               |
| Пол    | Производња и снабдевање   | Грађевинарство                | Трговина                             | Хотели и ресторани   | Саобраћај, складиштење и везе |
| Мушки  | 8                         | 1                             | 34                                   | 6                    | 22                            |
| Женски | 1                         | 0                             | 53                                   | 8                    | 4                             |
| Укупно | 9                         | 1                             | 87                                   | 14                   | 26                            |
|        |                           |                               |                                      |                      |                               |
| Пол    | Финансијско посредовање   | Некретнине                    | Државна управа и одбрана             | Образовање           | Здравствени и социјални рад   |
| Мушки  | 2                         | 6                             | 24                                   | 13                   | 8                             |
| Женски | 8                         | 8                             | 23                                   | 27                   | 30                            |
| Укупно | 10                        | 14                            | 47                                   | 40                   | 38                            |
|        |                           |                               |                                      |                      |                               |
| Пол    | Остале услужне активности | Приватна домаћинства          | Екстериторијалне организације и тела | Непознато            | Непознато                     |
| Мушки  | 27                        | 0                             | 0                                    | 17                   | 17                            |
| Женски | 20                        | 0                             | 0                                    | 3                    | 3                             |
| Укупно | 47                        | 0                             | 0                                    | 20                   | 20                            |

## Образовање
У Котору се налази Институт за биологију мора Универзитета Црне Горе.. Такође постоје Поморски факултет као и Факултет за туризам и хотелијерство Универзитета Црне Горе Котор има студентски дом "Спасић-Масера", који се налази у Доброти.
У средњошколски центар који се налази у Доброти спадају: Гимназија, Средња медицинска школа, Средња економска школа, Наутичка и Бродомашинска школа.

## Спорт
- ватерполо клубови ВК Приморац (првак Европе 2008./09.) и ВА Катаро
- фудбалски клуб ФК Бокељ

## Познате личности
- Павле Бизанти, которски бискуп и викар Аквилејске патријаршије
- Вук Врчевић, српски публициста и сакупљач народних лирских пјесама
- Стеван Вукотић, први Јужни Словен који је опловио око свијета
- Трипо Симонути, југословенски и српски виолиниста
- Антоније Пушић, познатији као Рамбо Амадеус, музичар, композитор, текстописац и аутор
- Никола Маловић, српски писац
- Ратимир Мартиновић, црногорски пијаниста
- Млађан Јановић, црногорски ватерполиста, освајач европског првенства (2008) и свјетске лиге (2009)
- Никола Јановић, црногорски политичар, југословенски и црногорски ватерполиста, освајач свјетског првенства (2005),  европског првенства (2001 и 2008), свјетског купа (2006)
- Драшко Бргуљан, црногорски ватерполиста, освајач европског првенства (2008), свјетске лиге (2009) и универзијаде (2005)
- Саша Балић, црногорски фудбалер
- Душан Мандић, српски ватерполиста, освајач олимпијских игара (2016, 2020, 2024), свјетског првенства (2015), европског првенства (2014, 2016, 2018), свјетске лиге (2013, 2014, 2015, 2019), свјетског купа (2014) и медитеранских игара (2018)
- Ивица Краљ, југословенски фудбалски голман
- Ненад Масловар, југословенски фудбалер
- Радол Гајда, чешки војник аустроугарске војске, капетан црногорске војске, командант чехословачких легија у руском грађанском рату, генерал чехословачке војске, чешки политичар и фашиста
- Светозар Маровић, југословенски и црногорски политичар и правник, Предсједник државне заједнице Србија и Црна Гора (2003-2006)
- Андрија Поповић, црногорски политичар и југословенски ватерполиста, освајач олимпијских игара (1984) и свјетског првенства (1986)
- Еуген фон Албори, аустроугарски политичар, гувернер Босне и Херцеговине
- Иван Бунић, црногорски ренесансни пјесник, судија и правник
- Никола Божидаревић, дубровачки сликар
- Томислав Црнковић, југословенски и хрватски фудбалер, сребро на олимпијским играма (1952) и европском првенству (1960)
- Ловро Добричевић, српски готички и ренесансни сликар
- Озана Которска, српска римокатоличка светица
- Павле Криловић, српски римокатолички светац
- Ранко Кривокапић, црногорски политичар и правник, Предсједник Скупштине Црне Горе (2003-2016)
- Андрија Мауровић, југословенски и хрватски цртач стрипова, сликар и илустратор
- Андрија Палташић, први штампар међу Јужним Словенима
- Борка Павићевић, југословенски и српски позоришни редитељ, драматург, колумниста и анти-ратни активиста
- Јосип Печарић, хрватски математичар и академик
- Предраг Вушовић, хрватски позоришни, филмски и телевизијски глумац
- Марија Бергам, српска позоришна, филмска и телевизијска глумица

## Партнерски градови
Котор је побратимљен са сљедећим градовима:
- Санта Барбара, Калифорнија, САД
- Сегедин, Мађарска
- Кампомарино, Италија
- Венеција, Италија
- Несебар, Бугарска
- Сарајево, Босна и Херцеговина
- Мостар, Босна и Херцеговина
- Суботица, Србија
- Стари Град Београд, Србија
- Ћуприја, Србија
- Горњи Милановац, Србија
- Трогир, Хрватска
- Дубровник, Хрватска
- Сплит, Хрватска
- Пула, Хрватска
- Сијан, Кина
- Газијантеп, Турска
- Анталија, Турска
- Преров, Чешка
- Охрид, Сјеверна Македонија
- Атина, Грчка
- Крајова, Румунија

## Галерија
- Катедрала светог Трипуна
- Српска православна црква светог Николе
- Улаз у которску тврђаву
- Положај Котора и стање посједа 1441. године (по продору С. В. Косаче у Зету).
- Бока которска
- Улица у Котору
- Типична архитектура стамбених кућа у Старом граду
- Детаљ средњовековне архитектуре